# Didymolepta anomala
Didymolepta anomala är en svampart som först beskrevs av Ellis & Everh., och fick sitt nu gällande namn av M.E. Barr 1993. Didymolepta anomala ingår i släktet Didymolepta och familjen Leptosphaeriaceae.   Inga underarter finns listade i Catalogue of Life.